# Martine Simonelig
Martine Simonelig est une chercheuse en génétique française, directrice de l'équipe Régulation des ARNm et développement à l'Institut de génétique humaine.  Médaille d’argent du CNRS 2018, ses recherches se situent à l'interface de la biologie du développement et de la biologie de l'ARN.

## Biographie

### Parcours
Après un doctorat en génétique moléculaire à l'Université Paris-Sud au sein du Laboratoire dynamique du génome et évolution de l'Institut Jacques Monod, elle réalise une année post-doctorale à l'Imperial College London au Royaume-Uni. Elle devient ensuite chargée de recherche à l'Institut Jacques Monod. 
De 2014 à 2017 elle est la directrice du département Génétique et développement à l'Institut de génétique humaine puis en 2018 est nommée Directrice de recherche de classe exceptionnelle au CNRS.

### Travaux
Passionnée pour la génétique très tôt au cours de ses études, Martine Simonelig s'est intéressée pendant sa thèse aux éléments transposables, des séquences d'ADN encore peu connues à cette époque, qui ont la capacité de changer de place dans le génome,.
Ses intérêts ont ensuite divergé vers les régulations d'Acide ribonucléique messager (ARNm) et des aspects plus développementaux,,. 
En 2010, elle participe à une découverte majeure : de petits ARN non codant provenant d'éléments transposables (transposons) sont capables de réguler des ARNm pour assurer le développement embryonnaire précoce,. 
À partir de 2015, elle centre ses recherches sur la voie des Piwi-interacting RNAs (piRNAs) et leur rôle dans certaines maladies dégéneratives telles que la dystrophie musculaire oculopharyngée (OPMD),. 

## Distinctions
- 2018 : Médaille d'argent du CNRS